# John Garrels
John Carlyle « Johnny » Garrels (né le 18 novembre 1885 à Bay City et mort le 21 octobre 1956 à Grosse Île) est un athlète américain spécialiste du 110 m haies, du Poids et du Disque. 

## Biographie

### Palmarès
| Date | Compétition           | Lieu    | Résultat | Épreuve         | Performance |
| ---- | --------------------- | ------- | -------- | --------------- | ----------- |
| 1908 | Jeux olympiques d'été | Londres | 2e       | 110 m haies     | 15 s 7      |
| 1908 | Jeux olympiques d'été | Londres | 3e       | Lancer du poids | 13,18 m     |

### Records
| Épreuve          | Performance | Lieu | Date |
| ---------------- | ----------- | ---- | ---- |
| 110 mètres haies | 15 s 2      |      | 1906 |
| Lancer du poids  | 13,91 m     |      | 1908 |
| Lancer du disque | 42,79 m     |      | 1907 |